# Бари Де Ворзън
Бари Де Ворзън (на английски: Barry De Vorzon) е американски певец, текстописец, продуцент и композитор. Той става известен с композицията си на песента от 1958 г. „Just Married“ написана от Ал Алън и изпята от Марти Робинс. Тя достига до номер двадесет и шест на Billboard 100.

## Творчество
Той е съавтор на няколко от хитовете на „Dorsey's“: („Hey, Little One“, „Big Rock Candy Mountain“, „Red Roses“ и „Noah's Ark“) които са записани в музикалната звукозаписна компания „Valiant Records“ основана от него през 1960 г. Той е и основателят на групата „Barry and The Tamerlanes“.
Бари Де Ворзън написва песента „I Wonder What She's Doing Tonight“ за „Cascades“, но групата не я записа. През 1963 г. De Vorzon записва самата песен заедно със своята група „Barry and the Tamerlanes“. По късно през същата година той става съавтор и на баладата „Shy Girl“, която е записана от „Cascades“.
Де Ворзън композира саундтраковете на много филми от 70-те и 80-те години. Една от мелодиите „Bless the Beasts and Children“ която по късно е преименувана като „Theme of Nadia“ е издадена отново от A & M Records за телевизионната сапунена опера The Young and the Restless. „Theme of Nadia“ става номер 8 в САЩ в Tоп 40 през 1976 г. и албумът в който тя е записана, достига номер 42 на Billboard 200. През 1978 г. песента печели награда Грами за най-добра инструментална композиция, а основната песен „Bless the Beasts and Children“, записана от „the Carpenters“ е номинирана за „Academy Award“.
Бари Де Ворзън композира мелодията „It's Christmas Once Again in Santa Barbara“, която е презаписвана с различни други имена за градове като Сан Франциско и Сан Диего. Той написва „Theme from S.W.A.T.“, и е съавтор на хита „In the City“ на групата „Eagles“ с Джо Уолш. През 1979 г. той написва и музиката за филма „The Warriors“. Бари Де Ворзън е един от разработчиците на творческия софтуер на „MasterWriter“ за текстописци.

## Саундтракове
- R. P. M. от (1970) (с Perry Botkin Jr.)
- Bless the Beasts and Children от (1971)
- Dillinger от (1973)
- Cooley High от (1975)
- Hard Times от (1975)
- S.W.A.T. от (1975)
- Bobbie Jo and the Outlaw от (1976)
- Rolling Thunder от (1977)
- The Ninth Configuration от (1978)
- The Warriors от (1979)
- Private Benjamin от (1980)
- The Comeback Kid от (1980)
- Xanadu от (1980)
- Simon & Simon от (1981)
- Tattoo от (1981)
- Looker от (1981)
- Jekyll and Hyde... Together Again от (1982)
- Mr. Mom от (1983)
- V: The Final Battle от (1984)
- Mischief от (1985)
- Stick от (1985)
- Night of the Creeps от (1986)
- The Exorcist III от (1990)

## Признание
- През 1978 г. песента „Theme of Nadia“ печели наградата „Грами“ за най-добра инструментална композиция.
- През 1972 г. песента „Bless the Beasts and Children“ е номинирана за наградата „Academy Award“.
- Бари Де Ворзън печели общо шест награди „Еми“